# Hermann Jansen

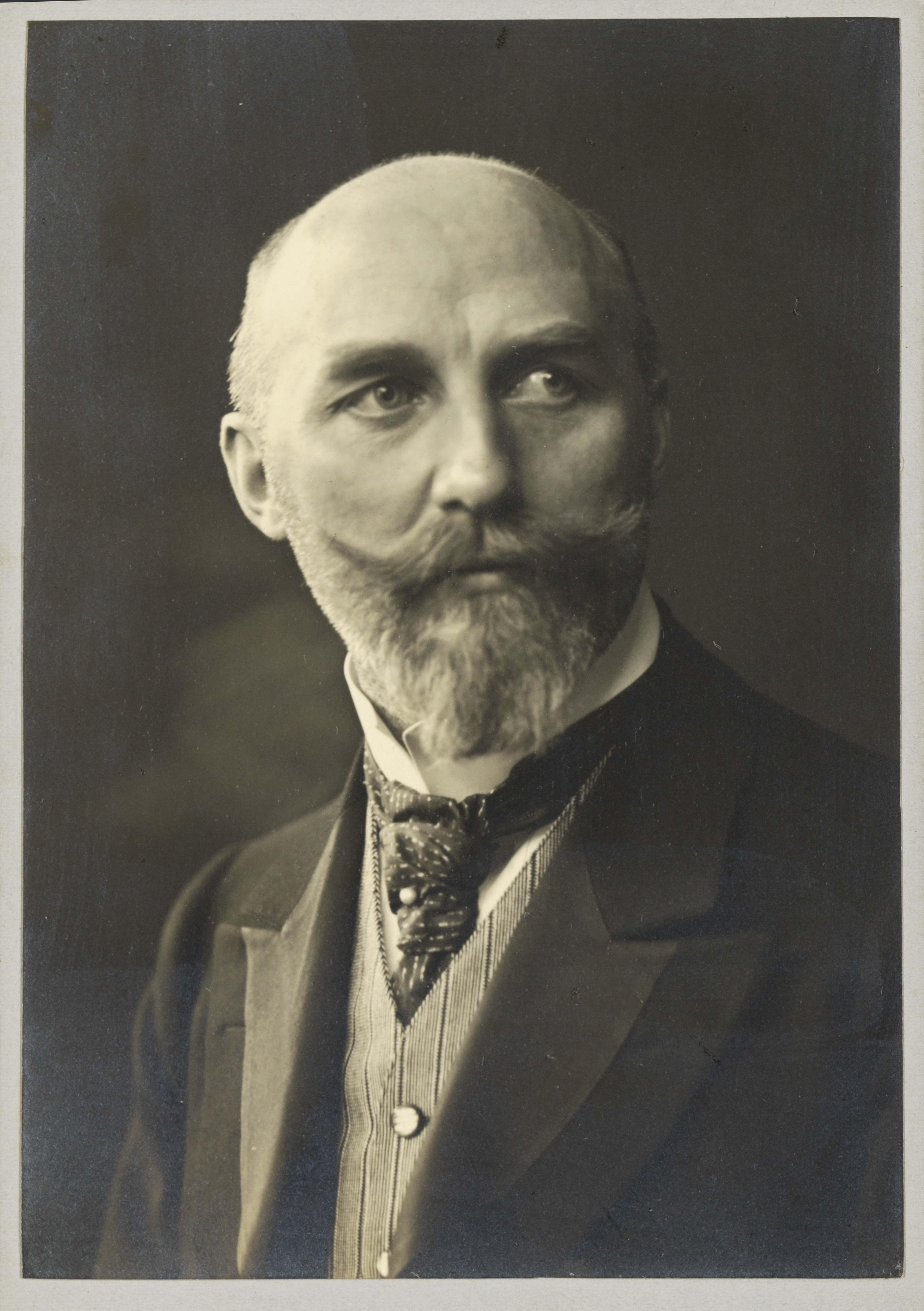
Hermann Jansen en marzo de 1910

Hermann Jansen (Aquisgrán, 28 de mayo de 1869 - Berlín, 20 de febrero de 1945) fue un arquitecto alemán, urbanista y profesor universitario.

## Juventud, estudios y trabajos
Nació en 1869 hijo de un jefe repostero Francis Xavier Jansen y Maria Anna Catharina Arnoldi. Tras estudiar en el Kaiser-Karls-Gymnasium de Aquisgrán, Jansen estudió architectura en el RWTH, la Universidad Técnica de Aquisgrán en Karl Henrici (de). Se licenció en 1893 y trabajo en un estudio de arquitectura de su ciudad.
En 1897 se trasladó a Berlín y creó un estudio con William Mueller (de). Ese año hizo el proyecto para la, después llamada, Torre Pelter en su Aquisgrán natal. En 1903 tomó la dirección de la publicación "El constructor" (1903 - 1916), que estaba radicada al principio en Múnich.

## El "Gran Berlin" y el concurso Plan General de Urbanismo
En los años anteriores a 1908, el Distrito de Berlín y las localidades de su entorno habían sufrido un crecimiento desmesurado gracias a la iniciativa privada. Debido al crecimiento sin planeamiento, aparecieron varios retos clave. Los retos incluían la disponibilidad de viviendas, la eficiencia de un transporte capaz, y la necesidad de espacios públicos abiertos. Con la presión subiendo, la ciudad pensó crear unas directrices de crecimiento, y en 1908 puso en marcha el concurso ‘Groẞ-Berlin' (Gran Berlín). El concurso convocaba a urbanistas y arquitectos para definir un diseño que enlazara el centro de Berlín con las localidades del entorno formando una metrópolis, que abarcase desde el centro histórico hasta los suburbios más alejados.
Jansen estaba entre los urbanistas que presentaron un plan que abarcaba el Gran Berlín; cuando se cerró el concurso en 1910 obtuvo el primer premio. La propuesta de Jansen, más tarde llamada "Plan Jansen" quedó como el primer plan completo que  se encargó para el Gran Berlín. En el plan Jansen, el desarrollo de Berlín se organizaba alrededor de un anillo interior y un gran anillo exterior de espacios verdes, que incluían parques, jardines, bosques y praderas, que debían conectarse con los alrededores mediante pasillos verdes radiales desde el centro urbano. El foco centrado en los espacios verdes del diseño de Jansen fue apreciado y creó las bases para la creación y conservación de los espacios libres en Berlín.
Además del interés por los espacios verdes, el plan de Jansen fue apreciado por el cuidado que ponía en la aglomeración central de Berlín, con la propuesta de un sistema de transportes rápidos destinado a integrar el centro de la ciudad con las zonas periféricas.  Lo que hizo tan popular este aspecto del plan Jansen fue la creación de barrios de viviendas sociales en las zonas de crecimiento urbano. Estos barrios se harían con viviendas aisladas en parcelas pequeñas para dar oportunidades a las clases menos favorecidas de Berlín fuera del centro de la ciudad. Desgraciadamente debido a la Primera Guerra Mundial el plan de Jansen solo se implantó parcialmente, aunque todavía se pueden ver evidencias de su obra en algunas barriadas de los alrededores.
El trabajo ganador de Jansen fue expuesto en la Exposición de planes generales de ciudades (Allgemeine Staedtebau-Ausstellung) que se inauguró el 1 de mayo de 1910 en la Academia Real de las Artes (conocida hoy como Universidad de las Artes de Berlín). La exposición estuvo entre las primeras en dar un panorama que abarcaba desde el planeamiento al entorno de la edificación. Siguiendo el inesperado éxito popular que tuvo en Berlín, incluyendo el plan Jansen, fue presentado en la Conferencia de Planificación Urbana de Londres ese mismo año.

## Vida universitaria y trabajos posteriores
En 1918 Jansen entró en la Academia Prusiana de las Artes de Berlín, fue recibido en su Senado y recibió el título de profesor. Con ocasión de su 50 cumpleaños, fue galardonado como doctor honoris causa por la universidad técnica de Stuttgart como fundador y cabeza del urbanismo moderno. Fue miembro del consejo consultivo de las ciudades prusianas del Ministerio de Obras Públicas. Fue miembro de los arquitectos de Berlín y de la Asociación de arquitectos alemanes (BDA).
En 1920 Jansen fue nombrado profesor asociado de urbanismo en la Escuela Técnica Superior de Charlotemburgo, cargo que dejó en 1923.
En 1930 fue profesor de planeamiento urbano en la Universidad de las Artes de Berlín.
Trabajó o contribuyó al planeamiento de ciudades de Alemania comoːEmden, Minden, Goslar, Hameln, Osnabrück, Brandeburgo, Bissingheim, Prenzlau, Neisse, Schwerin, Wałbrzych, Schweidnitz y muchas otras ciudades menores. También trabajó para ciudades extranjeras como Riga, Łódź, Bratislava, Ankara y Madrid.
En los años de 1930 trabajó en el planeamiento de Mersin, Turquía,  y en 1938 se construyó el Cementerio multirreligioso de Mersín, que él había propuesto.

### Madrid
En 1929 el Ayuntamiento de Madrid convoca un concurso internacional para redactar un plan de extensión de la capital, que incluía un avance de un Plan comarcal de Madrid. Enterado de ello, Jansen llama al, por entonces joven García Mercadal, que hacía poco tiempo había sido discípulo suyo en Berlín, preguntándole por un arquitecto de prestigio que fuera su colaborador en Madrid, y Mercadal le dio el nombre de Secundino Zuazo, con el que estaba trabajando por entonces.  Aunque el plan Zuazo-Jansen recibió una alta consideración del jurado, no fue premiado. Sin embargo, alguna de las propuestas se realizaron al cabo del tiempo, como la prolongación de la Castellana y el túnel ferroviario norte-sur (el que fue llamado el túnel de la risa por los madrileños).